# Lozzo di Cadore
Lozzo di Cadore (velenceiül Loso) település Olaszországban, Veneto régióban, Belluno megyében. Lakosainak száma 1255 fő (2023. január 1.). Lozzo di Cadore Auronzo di Cadore, Lorenzago di Cadore, Vigo di Cadore és Domegge di Cadore községekkel határos.

## Népesség
A település lakossága az elmúlt években az alábbi módon változott:
| Lakosok száma | 1342 | 1335 | 1255 |
|               | 2017 | 2018 | 2023 |